# Campionati italiani invernali di nuoto 2006
I Campionati italiani invernali di nuoto 2006 si sono svolti a Livorno tra il 14 e il 16 dicembre 2006 in vasca da 50m.

## Podi

### Uomini
| Evento       | Oro                              | Tempo    | Argento               | Tempo    | Bronzo                         | Tempo    |
| Stile libero |                                  |          |                       |          |                                |          |
| 50 m         | Filippo Magnini Federico Bocchia | 22.93    |                       |          | Michele Scarica Giovanni Rossi | 22.98    |
| 100 m        | Filippo Magnini                  | 48.88    | Christian Galenda     | 49.18    | Massimiliano Rosolino          | 49.98    |
| 200 m        | Filippo Magnini                  | 1'48.21  | Massimiliano Rosolino | 1'48.83  | Andrea Busato                  | 1'49.78  |
| 400 m        | Federico Colbertaldo             | 3'51.46  | Nicola Cassio         | 3'52.44  | Andrea Giavi                   | 3'55.14  |
| 800 m        | Gabriele Zancanaro               | 8'05.60  | Luca Ferretti         | 8'07.87  | Davide Sitti                   | 8'14.41  |
| 1500 m       | Federico Colbertaldo             | 15'13.82 | Gabriele Zancanaro    | 15'16.07 | Christian Minotti              | 15'27.39 |
| Dorso        |                                  |          |                       |          |                                |          |
| 50 m         | Enrico Catalano                  | 26.08    | Mirco Di Tora         | 26.30    | Simone Manni                   | 26.44    |
| 100 m        | Damiano Lestingi                 | 55.55    | Enrico Catalano       | 55.76    | Mattia Aversa                  | 55.80    |
| 200 m        | Mattia Aversa                    | 2'00.06  | Sebastiano Ranfagni   | 2'00.23  | Luca Marin                     | 2'01.59  |
| Rana         |                                  |          |                       |          |                                |          |
| 50 m         | Alessandro Terrin                | 27.91    | Mattia Pesce          | 28.27    | Marco Sommaripa                | 28.50    |
| 100 m        | Edoardo Giorgetti                | 1'01.37  | Mattia Pesce          | 1'01.88  | Michele Vancini                | 1'02.36  |
| 200 m        | Michele Vancini                  | 2'14.42  | Luca Pizzini          | 2'14.46  | Loris Facci                    | 2'14.85  |
| Farfalla     |                                  |          |                       |          |                                |          |
| 50 m         | Mattia Nalesso                   | 24.35    | Matteo Salomoni       | 24.67    | Rudy Goldin                    | 24.71    |
| 100 m        | Mattia Nalesso                   | 53.69    | Rudy Goldin           | 53.71    | Matteo Salomoni                | 54.47    |
| 200 m        | Michele Cosentino                | 1'59.67  | Francesco Vespe       | 2'00.29  | Paolo Villa                    | 2'00.40  |
| Misti        |                                  |          |                       |          |                                |          |
| 200 m        | Alessio Boggiatto                | 2'01.86  | Federico Turrini      | 2'02.45  | Leonardo Tumiotto              | 2'02.80  |
| 400 m        | Luca Marin                       | 4'17.74  | Alessio Boggiatto     | 4'20.23  | Federico Turrini               | 4'20.25  |

### Donne
| Evento       | Oro                 | Tempo   | Argento               | Tempo   | Bronzo                | Tempo   |
| Stile libero |                     |         |                       |         |                       |         |
| 50 m         | Cristina Chiuso     | 25.54   | Roberta Panara        | 26.47   | Maria Laura Simonetto | 26.49   |
| 100 m        | Cristina Chiuso     | 55.30   | Maria Laura Simonetto | 56.99   | Roberta Panara        | 57.20   |
| 200 m        | Federica Pellegrini | 1'58.38 | Flavia Zoccari        | 1'59.59 | Wendy Lancellotti     | 2'02.63 |
| 400 m        | Federica Pellegrini | 4'09.32 | Flavia Zoccari        | 4'15.98 | Renata Spagnolo       | 4'18.64 |
| 800 m        | Alessia Filippi     | 8'31.54 | Elisa Pasini          | 8'53.15 | Martina Grimaldi      | 8'54.11 |
| Dorso        |                     |         |                       |         |                       |         |
| 50 m         | Elena Gemo          | 29.19   | Federica Voto         | 29.95   | Roberta Serrapede     | 30.16   |
| 100 m        | Elena Gemo          | 1'02.53 | Caterina Brighi       | 1'04.02 | Romina Armellini      | 1'04.13 |
| 200 m        | Alessia Filippi     | 2'12.61 | Caterina Brighi       | 2'15.50 | Romina Armellini      | 2'17.48 |
| Rana         |                     |         |                       |         |                       |         |
| 50 m         | Roberta Panara      | 31.96   | Chiara Boggiatto      | 32.54   | Ombretta Plos         | 32.64   |
| 100 m        | Roberta Panara      | 1'09.60 | Veronica Demozzi      | 1'09.64 | Chiara Boggiatto      | 1'09.71 |
| 200 m        | Chiara Boggiatto    | 2'30.19 | Eleonora Minò         | 2'32.21 | Silvia Rossi          | 2'33.81 |
| Farfalla     |                     |         |                       |         |                       |         |
| 50 m         | Elena Gemo          | 27.20   | Cristina Maccagnola   | 27.36   | Ambra Migliori        | 28.07   |
| 100 m        | Elena Gemo          | 59.49   | Ambra Migliori        | 59.66   | Caterina Giacchetti   | 1'00.13 |
| 200 m        | Caterina Giacchetti | 2'10.20 | Paola Cavallino       | 2'12.14 | Alessia Filippi       | 2'14.32 |
| Misti        |                     |         |                       |         |                       |         |
| 200 m        | Francesca Segat     | 2'17.41 | Veronica Massari      | 2'18.60 | Caterina Brighi       | 2'19.17 |
| 400 m        | Alessia Filippi     | 4'42.97 | Veronica Massari      | 4'52.21 | Elisa Pasini          | 4'54.05 |